# Krzysztof Kraiński
Krzysztof Kraiński, Crainacius herbu Jelita (ur. w 1556 prawd. w majątku Leszczowate, powiat bieszczadzki, zm. 21 stycznia 1618 w Łaszczowie, dawne woj. bełskie) – kaznodzieja kalwiński i superintendent kościołów w Małopolsce, kaznodzieja w Lublinie, Opolu Lubelskim i Łaszczowie, pisarz teologiczny.

## Życiorys
Był synem Andrzeja dziedzica wsi Leszczowate, i matki z domu Młodkowskiej. Zdobył szeroką erudycję, zwłaszcza teologiczną. Swą działalność rozpoczął jako kaznodzieja zboru kalwińskiego w Lublinie, powołany na ten urząd w roku 1584. Uczestniczył w zjazdach i synodach zboru małopolskiego, po raz pierwszy na synodzie lubelskim 14 lipca 1594. Został wówczas wybrany delegatem na synod generalny do Torunia, w którym uczestniczył od 21 do 27 sierpnia 1595. Brał także udział w synodzie lubelskim 17 czerwca 1596 roku. Uchwałą synodu bełżyckiego z 15 października 1596 został przeniesiony do Opola Lubelskiego, gdzie osiadł dopiero po synodzie lubelskim roku 1598. Na synodzie w Ożarowie, we wrześniu 1598, został wybrany superintendentem generalnym małopolskich zborów reformowanych. Funkcję tę zgodnie z kanonami sprawował do 1600 roku, gdy ustąpił zadowalają się funkcją konseniora lubelskiego, którą sprawował do roku 1603. Następnie przesiedlił się do Łaszczowa w powiecie tomaszowskim, położonego bliżej swej posiadłości Hermanowice w powiecie przemyskim, powiększonej w roku 1604 przez przyłączenie wsi Małkowice. 31 maja 1603 roku, na synodzie lubelskim, złożył rezygnację z urzędu konseniora, motywując ją chęcią poświęcenia się pracy pisarskiej. Jednak już po kilku miesiącach (1604) wybrano go seniorem dystryktów: bełskiego, wołyńskiego i kijowskiego. Uczestniczył m.in. w konwokacji generalnej w Bełżycach (1613), przewodniczył synodowi generalnemu w Bełżycach (wrzesień 1616) oraz brał udział w synodzie prowincjonalnym roku 1617.
Popierał tolerancję religijną z luteranami i braćmi czeskimi, wrogo odnosił się do jezuitów i arian. Krytykował m.in. jezuitów, w jego Postylli czytamy, że krzewią oni swą naukę „z musu i przez gwałt, do niej bowiem ludzi jednych obietnicą i upominkami wabią, drugich mieczem i ogniem przymuszają czego pełno we Włoszech, Hiszpanijej i na Nowym Świecie”.

## Twórczość

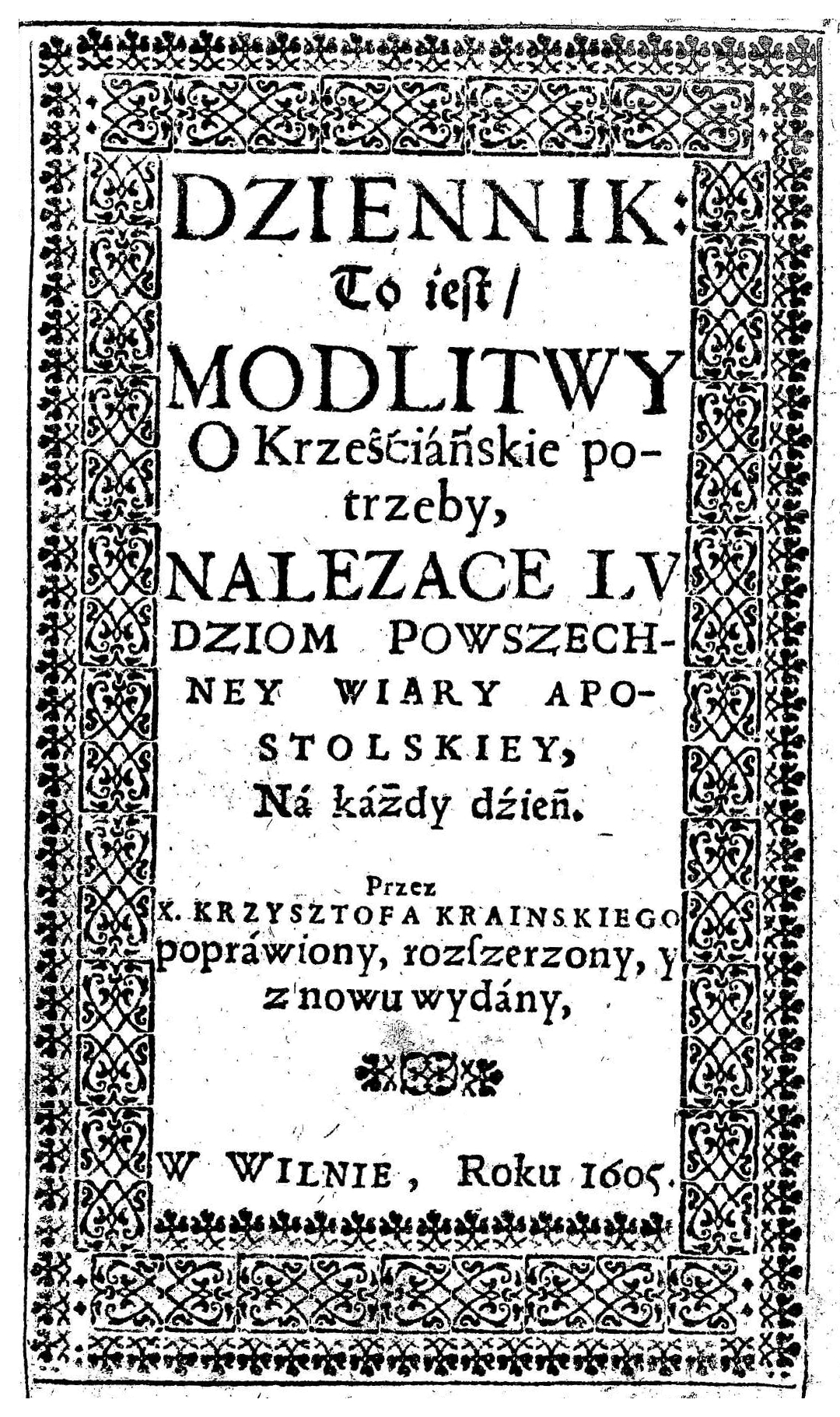
Dziennik, to iest modlitwy wydane w Wilnie w 1605 roku.

Pierwszym dziełem Kraińskiego był Katechizm z pieśniami. Pierwsze wydanie ukazało się w 1596 roku (edycja niepewna), kolejne pod tytułem Katechizm z naukami, z pieśniami, y z modlitwami, Kościoła powszechnego Apostolskiego [...] wielokrotnie wznawiany w 1599, 1603, 1609 i 1624 roku. Jednak największym utworem Kraińskiego była Postylla kościoła powszechnego apostolskiego, słowem Bożym ugruntowanego, i zbudowanego na Jezusie Chrystusie. Czytywano ją wszędzie, gdyż „broniła ona genewskiego dogmatu przeciw arianom, nie bawiła słuchaczy fraszkami, miała coś z czystości języka i naiwnej prostoty pierwszych lat reformacji”.

### Utwory
- Katechizm z pieśniami Kościoła powszechnego apostolskiego..., Kraków 1596, wyd. następne: pod zmienionym tytułem, Kraków 1599 (według Estreichera 1598); wyd. nowo opracowane pt. Kancjonał abo pieśni duchowne, z naukami i z modlitwami..., Kraków 1603, Kraków 1609, Kraków 1622, Kraków 1624
- Porządek nabożeństwa Kościoła powszechnego apostolskiego słowem Bożym zbudowanego w Jezusie Chrystusie..., Toruń (w rzeczywistości: Raków) 1599; wyd. następne: 1602 (brak miejsca wydania)
- Dziennik, to jest modlitwy o krześciańskie potrzeby..., Wilno 1605 (książka do nabożeństwa), dostępna w wersji cyfrowej w Polonie,
- Postylla Kościoła powszechnego apostolskiego..., cz. 1–8, Łaszczów 1608; cz. 9–11, Łaszczów 1611; cz. 12–13, Łaszczów 1617 (według Estreichera: cz. 1–3, 1611; cz. 4–5, Łaszczów 1617)
- Dawid jezuicki z Belzebuba harfą, (brak miejsca wydania) 1615, (dziełko polemizujące z Harfą duchowną Marcina Laterny)